# 柳営区

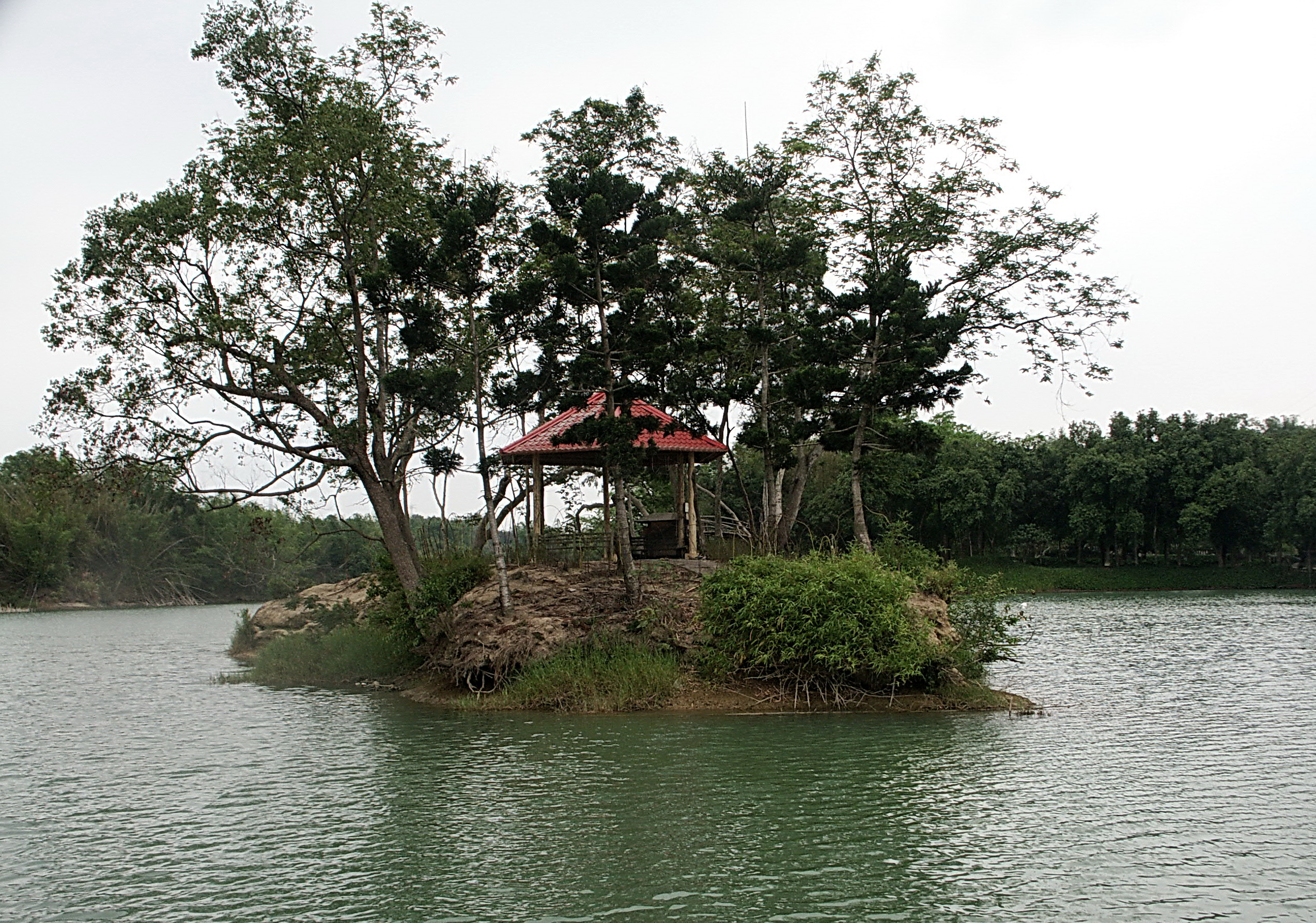
徳元埤ダム湖中の愛情島

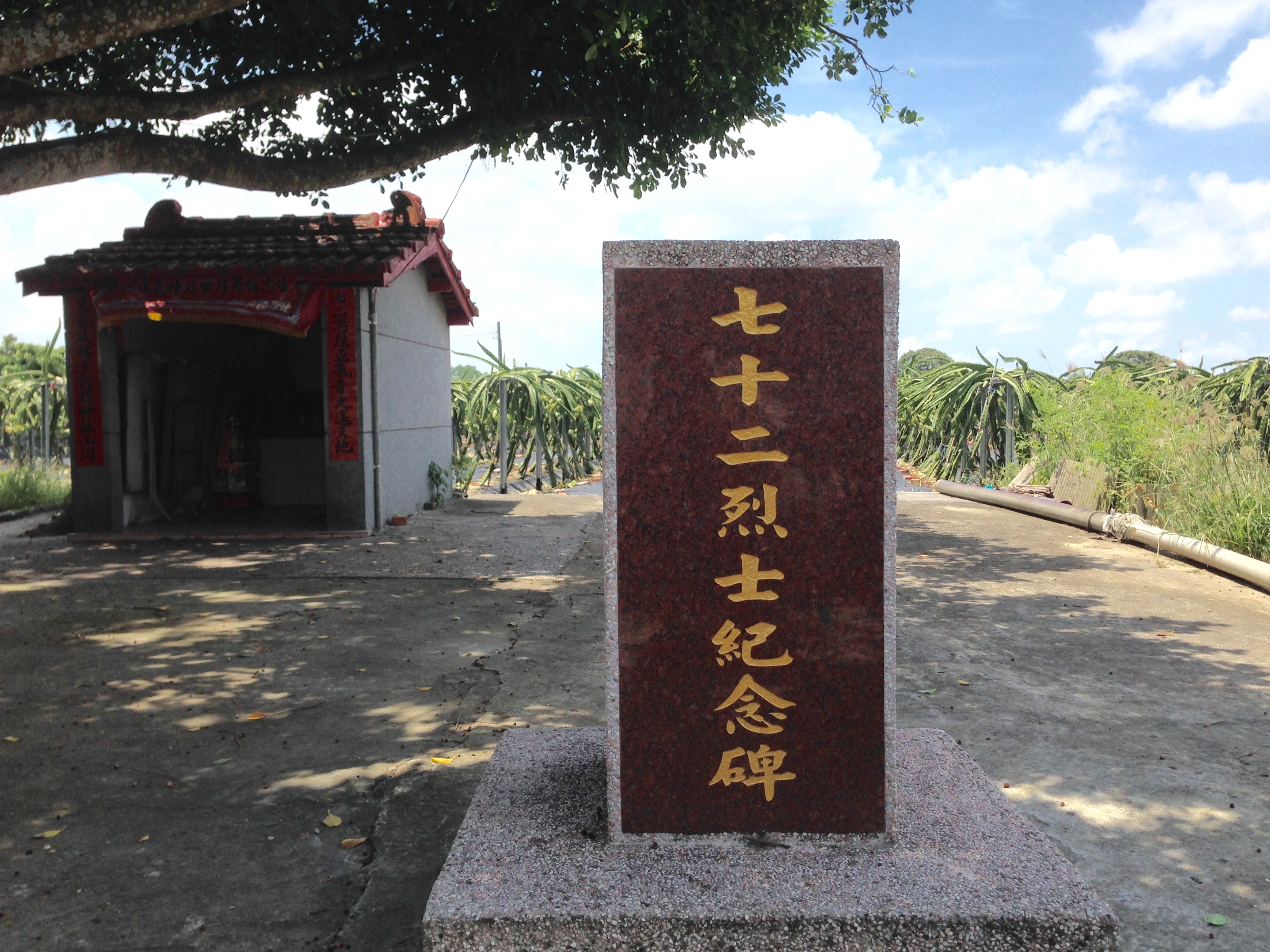
七十二烈士記念碑と七十二聖人廟

柳営区（リウイン/りゅうえい-く）は台南市の市轄区。新営区の近郊にあり、新営都心圏への通勤率が高い。

## 地理
柳営区は台南市中部に位置し、北は新営区、東山区と、南は六甲区、下営区と接している。
嘉南平原と山地の境界に位置しているため、西部の地勢は平坦であるが、東部では丘陵地帯が広がっている。郷内は急水渓、亀重渓が北部を流れている。北緯23度16分42.2秒 東経120度19分2.8秒

## 歴史
旧名は「査畝営」であり、鄭成功がこの地に土地測量の為の軍営を設置したことに由来する。日本統治時代、1920年の台湾地方改制の際、柳営庄が設置されて台南州新営郡の管轄管轄となった。台湾の中華民国への編入後に台南県柳営郷に改編、2010年12月25日、台南県が台南市に編入されたことに伴って柳営区となり、現在に至る。
「柳営」の地名の由来は当局者による說明に「舊名は女軍の兵營を意味せるものなるを以て、其意を取る」（水越幸一「市郡の區域稱呼其所在地並街庄の稱呼等に就て」『臺灣時報』第十六號、大正九年、一四五頁より引用）とあるが、近音より査畝と査姥、字面より柳眉や柳腰と柳営を混同した可能性が指摘されている。

## 行政区
| 里 |
| --- |
| 人和里、士林里、八翁里、東昇里、光福里、中埕里、太康里、重渓里、神農里、篤農里、大農里、果毅里、旭山里 |

## 歴代区長
| 代 | 氏名 | 退任日 |
| -- | ---- | ------ |

## 教育

### 高級中学
- 私立新栄高級中学
- 私立鳳和高級中学

### 国民中学
- 台南市立柳営国民中学

### 国民小学
- 台南市立柳営国民小学
- 台南市立果毅国民小学
- 台南市立重渓国民小学
- 台南市立太康国民小学
- 台南市立新山国民小学

## 交通
| 種別 | 路線名称      | その他          |
| ---- | ------------- | --------------- |
| バス | 7229嘉義-柳営 | 事業者:嘉義客運 |
| 鉄道 | 縦貫線        | 柳営駅          |
| 省道 | 台1線         |                 |

## 観光

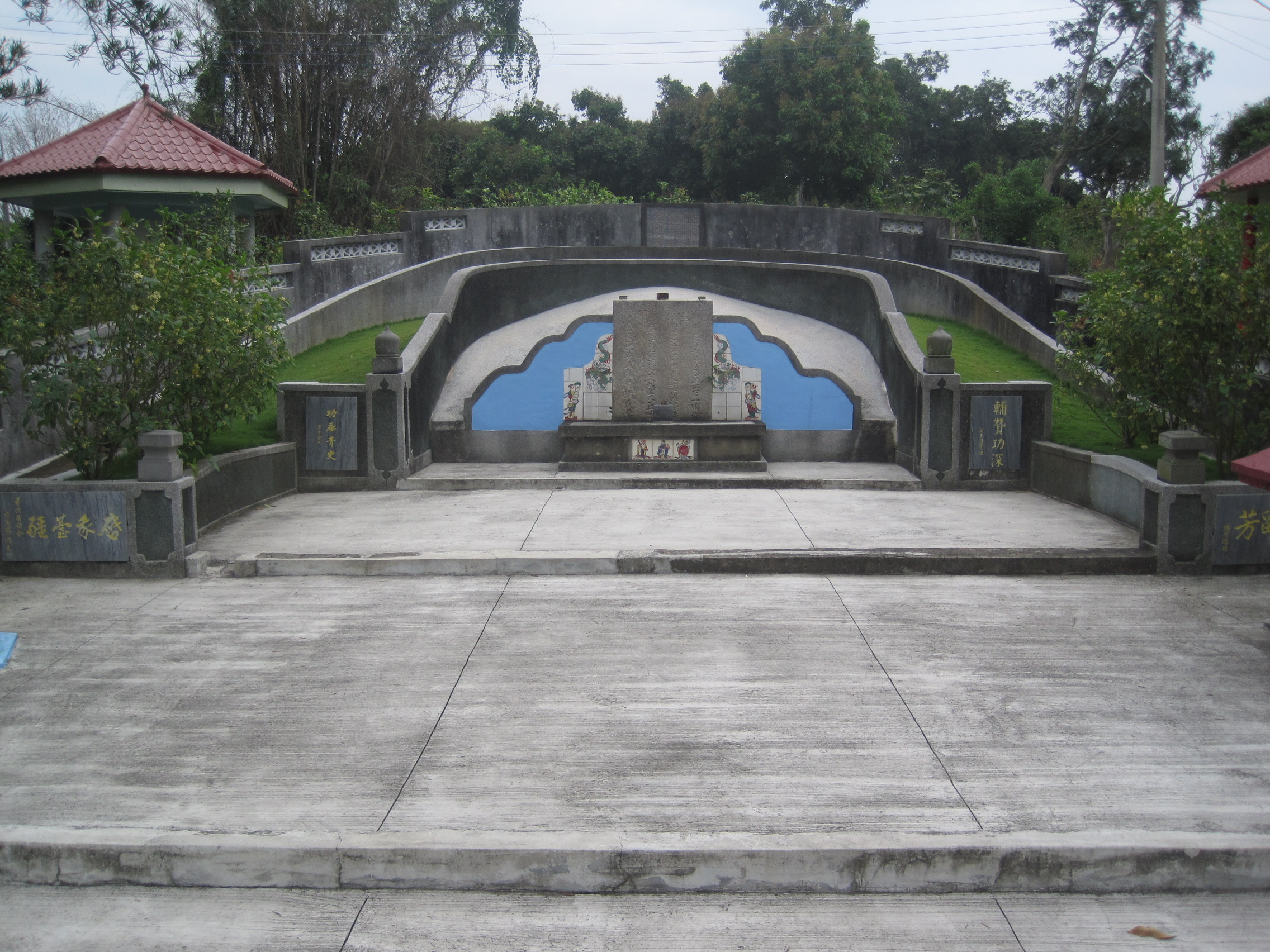
陳永華将軍古墓

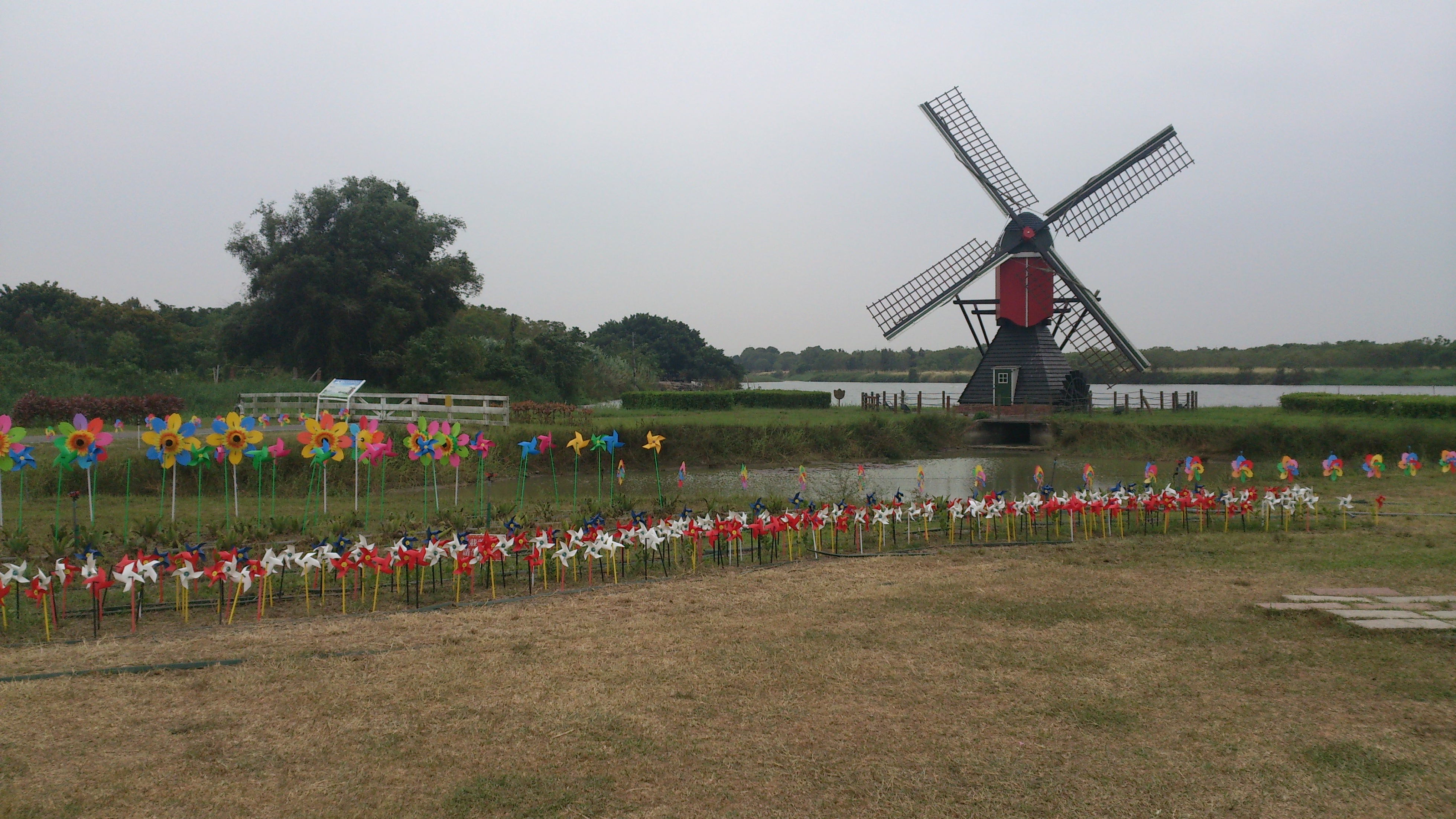
徳元埤オランダ村。徳元埤の対岸は六甲区に属する

- 陳永華（中国語版）将軍墓
- 太康緑色隧道（中国語版）
- 八翁酪農専業区
- 尖山埤ダム（中国語版）
- 徳元埤ダム（中国語版）
- 仏山観音巌
- 柳営代天院（中国語版）
- 柳営劉家古厝（中国語版）
- 南元休閑農場
- 柳営呉晋淮故居（中国語版）
- 劉啟祥美術紀念館（中国語版）
- 徳元埤オランダ村（英語版）
- 老牛の牛小屋（老牛的家）